# Variable World
Variable World (сокр. VariWorld, с англ. — «Меняющийся мир») — многопользовательская браузерная игра-стратегия, разработанная российской студией Экипаж-Т и запущенная в апреле 2007 года. Игроки, выступая в роли колонизаторов далёких планет, сражаются друг с другом за ресурсы с помощью боевых роботов. Игра распространяется по модели free-to-play.
Игра была закрыта[когда?].

## Игровой процесс
Variable World является браузерной стратегией, рассчитанной на тысячи игроков. У каждого игрока есть своя база, которая не пропадает из игры даже когда игрок уходит оффлайн. В Variable World большой акцент поставлен на социальную составляющую — взаимодействие между игроками и альянсами.

### Карта

Карта мира. Игрок перемещает базу вдоль леса посреди пустыни

Игрок начинает на поверхности планеты, состоящей из клеток шести типов: пустыня, лес, горы, вода, город и стена. Игрок может свободно перемещать свою базу по карте. Разные типы клеток приносят разное количество ресурсов: например, горы дают повышенный прирост урана, а вода — нефти. На прирост ресурсов влияет не только клетка, на которая расположена база, но и соседние: так, горный массив даст ещё больше урана, чем одиноко стоящая гора.
Карта разбита на зоны с различными запасами ресурсов: богатые зоны рассчитаны на альянсы, готовые за них сражаться, а зоны победнее — на игроков-одиночек, желающих спокойного развития. Дойдя до определённого уровня развития, игрок покидает поверхность планеты и попадает на второй уровень, где встречается с лучшими игроками других миров.
Также на карте встречаются квестовые базы, управляемые компьютерным игроком. Эти базы перемещаются по карте и иногда нападают на игроков. Захват квестовых баз может принести игроку артефакты, увеличивающие прирост ресурсов или дающие доступ к нестандартным блокам.

### Базы
На базе игрок занимается строительством роботов, развитием вычислительного комплекса и добычей ресурсов. База состоит из модулей различного предназначения: например, двигатели отвечают за передвижение базы на карте, а генератор гиперпространства — за переброску товаров и войск на другие базы. Модули можно улучшать: так, уровень робота-сборщика влияет на скорость и стоимость производства вооружения и брони. Количество и уровень модулей ограничены системой управления базой; в случае, если её мощностей не хватает, игрок должен либо улучшить систему управления, либо понизить уровень одного из модулей. По мере развития блока управления базами, игрок получит возможность контролировать несколько баз одновременно.
В Variable World представлено пять классов: шахтёры, добывающие ресурсы; конструкторы, создающие оружие; торговцы, играющие на бирже; учёные, выполняющие квесты; и военные, отвечающие за ведение боевых действий и охрану игроков остальных классов. Разные классы подходят игрокам с разным стилем игры: так, воины должны быть готовы уделять игре 4—6 часов в день, а учёным достаточно заходить в игру раз в 2—3 дня. Определившись с классом, игрок должен приступить к развитию соответствующих модулей своих баз и улучшению нужных параметров в вычислительном комплексе. У игрока есть возможность комбинировать роли нескольких классов, однако узкая специализация является более эффективной.
Каждый игрок ежечасно получает одинаковое количество внутриигровой валюты. Валюта тратится на развитие вычислительного комплекса; кроме того, её можно использовать для торговли с другими игроками через биржу. Цена на товары выставляется игрой автоматически в зависимости от конъюктуры рынка, возможности передать деньги или ресурсы другому игроку в обход биржи не предусмотрено. При торговле между членами альянса цена на товары устанавливается в половину от рыночной. Кроме того, игра удерживает комиссию с каждой сделки на бирже.

### Сражения

Боевая система. Игрок продумывает тактику сражения для роботов

Для сражений используются боевые роботы, собираемые игроками из модулей. Существует семь видов роботов, различающихся грузоподъёмностью и временем сборки; при этом сборка любых роботов бесплатна, ресурсы тратятся только на создание модулей. Роботы кастомизируемы, игрок самостоятельно выбирает оружие и броню каждому роботу. Оружие бывает трёх типов воздействия: ракетное, лазерное и плазменное; также существуют оружия с комплексным воздействием, например, ракетно-лазерное, и универсальное оружие. Броня также делится на три типа — металлическая (защищает от ракет), отражающая (защищает от лазеров) и силовая (защищает от плазменного оружия); аналогично существует комплексная и универсальная броня. Комплексные модули тяжелее обычных и имеют худшие характеристики; универсальные и вовсе могут использовать только тяжёлые и некоторые виды средних роботов. Каждый робот состоит из трёх модулей — например, одного оружия и двух видов брони, — поэтому каждый робот получается узкоспециализированным, с сильными и слабыми местами.
Для нападения игрок должен разведать базу игрока и открыть гипертоннель для переброски роботов. Создание тоннеля занимает некоторое время, которое атакующие роботы пережидают на базе — это позволяет другим игрокам контратаковать, перебив часть роботов до основного сражения. В отличие от других игр жанра, в Variable World нет возможности нападать с целью грабежа; игрок может напасть либо для того, чтобы отогнать базу противника с плодородной территории, либо, если у защищающегося игрока в распоряжении три базы или больше — с целью захвата базы.
Бой проходит в три раунда. В каждом раунде все роботы стреляют один раз по указанным игроком целям. Победителем раунда считается тот, кто понёс меньше потерь — в качестве награды он получает половину стоимости уничтоженных роботов. Если целью нападения был захват базы, для её выполнения игрок должен полностью уничтожить армию оборонявшегося.

### Альянсы
В альянсе может находиться до 20 человек; большая группа единомышленников может создать несколько альянсов и заключить между ними союзный договор. Глава альянса выбирается всеобщим голосованием: любой член альянса в любой момент может отдать голос за любого другого члена; если какой-то игрок обгоняет по уровню поддержки текущего главу альянса, должность переходит к нему. Глава может назначать советников двух типов: министры иностранных дел могут объявлять и прекращать войны и союзы, а советник по кадрам может принимать и исключать членов альянса. Количество советников в альянсе не ограничено.
Эффективный альянс должен состоять из игроков разных классов: 5—7 шахтёров, 5—7 конструкторов, остальное — военные, занимающиеся обороной мирных товарищей по альянсу. Другие классы могут выполнять в альянсе вспомогательную роль: торговец — использовать ресурсы альянса для влияния на цены на рынке и, в конечном итоге, обогащения членов альянса; учёный — для быстрого захвата нужной местности за счёт ускоренного передвижения по карте.

## Разработка
Variable World была разработана российской студией «Экипаж-Т», руководителем проекта выступил Василий «aspav» Павлов. Игра вышла в апреле 2007 года. В 2008 году был запущен второй мир игры, получивший название Sirius.

## Критика
Рейтинг игры в журнале «Лучшие компьютерные игры» составляет 92 %. Кирилл Орешкин, писавший в журнал статьи об Variable World, назвал игру «большим шагом вперёд по сравнению с другими играми жанра».